# 食品表示検定協会
食品表示検定協会（しょくひんひょうじけんていきょうかい）とは、日本に流通する食品ラベルに関する検定試験である食品表示検定を行う、民間の団体である。

## 概要
- 主な目的 - 食品表示検定の実施、参考テキストの出版
  - 食品表示に関する能力検定試験制度の開発・実施
  - 食品表示に関する知識を有する人材の教育
  - 食品表示に関する情報提供、知識の普及
  - 食品表示のあり方及び情報提供の仕組みに関する研究

## 運営委員会
- 【代表】宮城大学 教授 池戸重信
- 【副代表】日本トレーサビリティ協会 代表 大見英明(コープさっぽろ理事長）
- 【委員】
  - ハウス食品株式会社 常務執行役員ソマテックセンター所長 田口昌男
  - ネスレ日本株式会社 代表取締役社長兼CEO　高岡浩三
  - 雪印メグミルク株式会社 取締役常務執行役員　小川澄男
  - 大塚製薬株式会社 専務執行役員 坂巻博司
  - 東京海洋大学 教授 日佐和夫

## 所在地
〒102-0082　東京都千代田区一番町23番地3　日本生命一番町ビル1階
公式ホームページ

## 関連書籍
食品表示検定協会『食品表示検定 認定テキスト 初級』ダイヤモンド出版、2009年4月17日。ISBN 978-4478090060。
食品表示検定協会『食品表示検定 認定テキスト 中級』ダイヤモンド出版、2009年5月29日。ISBN 978-4478090091。

## 沿革
- 2009年3月 - 食品表示検定協会発足。
- 2009年11月 - 食品表示検定・第一回中級を実施。
- 2010年2月 - 食品表示検定・第一回初級を実施。
- 2011年11月 - 食品表示検定・第一回上級を実施。

## 関連団体
- 日本トレーサビリティ協会